# 사선녀 선발 전국대회
사선녀 선발 전국대회(四仙女選拔全國大會)는 대한민국 전라북도 임실에서 열리는 미인 대회로, 1987년부터 개최된 지역 축제인 사선문화제(四仙文化祭)의 행사중 하나로 시작되었다. 사선문화제는 1999년 또 다른 지역 축제인 소충제(昭忠祭)와 통합되면서 소충·사선문화제로 이름이 바뀌었으나, 사선녀 선발은 전과 다름없이 계속되었다. 2012년 이후에는 소충·사선문화제를 포함하여 임실 지역 5개 축제가 통합되어 치러지는 임실통합축제의 일환으로 열리고 있다.

## 역대 사선녀
| 회차 | 연도   | 진(眞), 선(善), 미(美), 정(貞)                                                  | 기타                                                                                                | 개최일            |
| ---- | ------ | ------------------------------------------------------------------------------- | --------------------------------------------------------------------------------------------------- | ----------------- |
| 1회  | 1987년 | 박미정(朴美貞) (선)                                                             | |                   |
| 2회  | 1988년 | 한미아(韓美兒) (진) 이선희(李善姬) (선) 강화연(姜和延) (미) 조란현(趙蘭賢) (정) | | 10월 9일          |
| 3회  | 1989년 |                                                                                 | |                   |
| 4회  | 1990년 | 한수경(韓洙京) (진)                                                             | | 10월26일~10월29일 |
| 5회  | 1991년 |                                                                                 | |                   |
| 6회  | 1992년 |                                                                                 | |                   |
| 7회  | 1993년 |                                                                                 | |                   |
| 8회  | 1994년 | 김미라(金美羅) (진) 노진이(盧眞伊) (선) 유은영(柳恩英) (미) 양연희(梁連希) (정) | 이경애(李京愛) (포토제닉)                                                                           | 9월 25일          |
| 9회  | 1995년 | 김성현(金星炫) (진) 강경희(姜京希) (선) 구현정(具炫廷) (미) 장혜영(張惠英) (정) | 김미라(金美羅) (향토상) 안영미(安英美) (향토상) 윤향미(尹香美) (포토제닉) 임정애(林正愛) (포토제닉) | 10월 1일          |
| 10회 | 1996년 | 강보경(康普景) (진) 김현정(金賢井) (선) 김인영(金仁英) (미) 이형선(李炯善) (정) | 박미자(朴美子) (향토미인) 이소연(李昭娟) (포토제닉)                                                 | 10월 6일          |
| 11회 | 1997년 | 장인화 (진) 이향진 (선) 김인라 (미) 양연임 (정)                                 | |                   |
| 12회 | 1998년 | 정소영 (진) 최정은 (선) 최미정 (미) 이미선 (정)                                 | | 10월 11일         |
| 13회 | 1999년 | 강홍예(姜虹禮) (진) 임연수(林姸秀) (선) 박지은(朴芝恩) (미)                     | 김도희(金導熙) (일간스포츠 포토제닉)                                                                | 10월 5일          |

| 회차 | 연도   | 진(眞) | 선(善) | 미(美) | 정(貞)   | 기타 | 개최일    |
| ---- | ------ | ------ | ------ | ------ | -------- | --- | --------- |
| 14회 | 2000년 | 최지현 | 양효정 | 김자영 | 이정은   | 김소희 (전북일보 포토제닉) 이남영 (일간스포츠 포토제닉) 이미경 (향토미인상) 한나영 (향토미인상)                   | 10월 7일  |
| 15회 | 2001년 | 이영숙 | 신상희 | 심은정 | 서미림   | 강미진 (향토미인상) 문효주 (전북일보 포토제닉) 양민희 (향토미인상) 윤소영 (일간스포츠 포토제닉)                   | 10월 6일  |
| 16회 | 2002년 | 신수희 | 최영아 | 김선아 | 김아영   | 고지은 (전북일보 포토제닉) 김가영 (일간스포츠 포토제닉) 김선 (향토미인상) 김성희 (향토미인상)                     | 10월 6일  |
| 17회 | 2003년 | 김동화 | 구지희 | 정소라 | 김채영   | 김유리 (일간스포츠 포토제닉) 유향선 (전북일보 포토제닉) 전선영 (향토미인상) 한애경 (향토미인상)                   | 10월 3일  |
| 18회 | 2004년 | 김재리 | 김선빈 | 김미선 | 조다수지 | 김유나 (전북일보 포토제닉) 김유진 (향토미인상) 이진미 (스포츠서울 포토제닉) 최효진 (향토미인상)                   | 10월 3일  |
| 19회 | 2005년 | 김은혜 | 황시원 | 이민경 | 강지혜   | 서방 (해외동포상) 윤지은 (향토미인상) 윤하나 (전북일보 포토제닉) 이수진 (향토미인상)                              | 10월 8일  |
| 20회 | 2006년 | 조현진 | 김미선 | 전송진 | 이선미   | 김아영 (인기상) 왕단 (해외동포상) 이슬비 (향토미인상) 조현희 (전북일보 포토제닉) 황경숙 (향토미인상)              | 9월 30일  |
| 21회 | 2007년 | 정보경 | 문보라 | 우은지 | 권하나   | 박세라 (향토미인상) 양유진 (전북일보 포토제닉) 이자랑 (향토미인상) 허유진 (인기상)                                | 10월 6일  |
| 22회 | 2008년 | 최윤희 | 정은실 | 이은주 | 김지숙   | 권은경 (향토미인상) 안채아 (미락화장품 포토제닉) 장미진 (전북일보 포토제닉) 최미현 (향토미인상)                   | 10월 3일  |
| 23회 | 2009년 | 김유진 | 양혜영 | 고가인 | 이예령   | 박설희 (향토미인상) 이미지 (미락화장품 포토제닉) 이정아 (전북일보 포토제닉) 채송화 (향토미인상)                   | 10월 10일 |
| 24회 | 2010년 | 박효인 | 박은형 | 임경화 | 김나연   | 강수진 (향토미인상) 김빛나리 (전북일보 포토제닉) 문영화 (향토미인상) 소희정 (인기상) 신은정 (미락화장품 포토제닉) | 10월 2일  |
| 25회 | 2011년 | 김나연 | 류지은 | 오빛나 | 김정희   | 박사현 (향토미인상) 박세미 (향토미인상) 한소리 (전북일보 포토제닉) 황자람 (인기상)                                | 10월 1일  |
| 26회 | 2012년 | 정은미 | 박상미 | 김유진 | 곽지원   | 곽도원 (향토미인상) 구슬이 (전북일보 포토제닉) 송샛별 (인기상) 전민정 (향토미인상)                                | 10월 6일  |
| 27회 | 2013년 | 정다영 | 문초의 | 김혜진 | 이지수   | 김선미 (전북일보 포토제닉) 김인혜 (향토미인상) 석호정 (인기상) 천정민 (향토미인상)                                | 10월 5일  |
| 28회 | 2014년 | 윤휘연 | 김희주 | 장유진 | 이경진   | 김민진 (전북일보 포토제닉) 유은정(인기상) 김동희(향토미인상) 강정화(향토미인상)                                   | 10월 4일  |